# هارولد کرشاو
هارولد کرشاو (انگلیسی: Harold Crawshaw؛ ۱۸ فوریه ۱۹۱۲ – ۱۹۷۱ (۵۸−۵۹ سال)) بازیکن فوتبال اهل بریتانیا بود.
از باشگاه‌هایی که در آن بازی کرده‌است می‌توان به باشگاه فوتبال منزفیلد تاون، باشگاه فوتبال پورتسموث، باشگاه فوتبال ناتینگهام فارست، و باشگاه فوتبال اشینگتون اشاره کرد.